# Lommerange
Lommerange é uma comuna francesa na região administrativa de Grande Leste, no departamento de Mosela. Estende-se por uma área de 7,97 km². Em 2010 a comuna tinha 319 habitantes (densidade: 40 hab./km²).